# 復仇師
復仇師（德語：Division zur Vergeltung，常簡寫為Division z.V.）是一支在納粹德國於第二次世界大戰末期成立的部隊，負責操作包含V-1飛彈及V-2飛彈等復仇武器。該師由部分國防軍和部分武裝親衛隊的士兵組成，另有部分文職技術人員。部隊由親衛隊上級集團領袖暨武裝親衛隊上將漢斯·卡姆勒指揮。

## 歷史
V-2飛彈等武器原屬國防軍管轄，而在7月20日密謀案後，海因里希·希姆萊被任命為陸軍裝備局長和國防軍後備軍司令，使其一併掌控了飛彈武器。1944年8月，希姆萊指派漢斯·卡姆勒為V-2飛彈相關事務的特別代表。卡姆勒不僅負責其生產，還掌控其使用，而由於盟軍在諾曼底登陸後的推進，法國的發射設施已經喪失。在巴黎被盟軍佔領後，該城市和英國首都倫敦都淪為火箭武器的主要目標。
1944年9月初，負責V2火箭發射的單位劃分為兩個集團：
- 北方兵團（Gruppe Nord）
  - 第485炮兵營
  - 第444教導與試驗連
  - 親衛隊第500火箭炮營（荷兰语：SS-Werfer-Abteilung 500）
- 南方兵團（Gruppe Süd）
  - 第836炮兵營

復仇師負責V2火箭的操作，師部最初設於荷蘭哈克斯贝亨。自9月7日起，北方兵團開始向倫敦和巴黎發射第一批火箭。不久後，南方兵團也開始攻擊蒙斯和里爾。卡姆勒和希姆萊與國防軍間曾爆發過權限爭議，最終親衛隊佔了上風，卡姆勒取得了獨立指揮權。
試圖使用火箭對付前進的盟軍部隊的行動效果甚微。希特勒命令從1944年10月起，V-2飛彈只用於攻擊倫敦和安特衛普。隨著新的武器系統加入，第785炮兵營配備了V-3炮，而第709摩托化炮兵營則配備了V-4飛彈「萊茵使者」，主要用於攻擊安特衛普。V3則用於攻擊盧森堡市。隨著盟軍的進逼，這些遠程武器撤回本土。
1945年1月，國防軍第155高射炮兵團與V-1飛彈一起被編入復仇師。到1945年2月成立復仇軍（Armeekorps z.V.）時，所有遠程武器部隊都在卡姆勒的指揮下。
是時該師結構如下：
- 第485炮兵營（V2）
- 第444教學與試驗連（V2）
- 親衛隊第500火箭炮連（V2）
- 第836炮兵營（V2）
- 第705炮兵營（V3）
- 第709摩托化炮兵營（Rheinbote）
- 第155高射炮兵團（V1）

1945年2月中旬，V-3大炮被棄用，並考慮強化營運V-2飛彈的部隊，也預計將部份單位重新命名，然而由於戰爭局勢未能實現。1945年3月V-1與V-2飛彈發射行動終止。1945年4月初，希特勒下令不再為這些武器提供炸藥，該師開始轉型為裝甲擲彈兵，但最終未能完成。
該師總共發射了3,170枚V-2和約22,400枚V-1飛彈。

## 戰爭罪行及結局
根據阿恩斯貝格地方法院於1957至1958年間的調查，該師指揮部自1944年9月或10月起駐紮於薩爾蘭的蘇特羅普（Suttrop）。在此期間，卡姆勒通過任命武裝親衛隊成員擔任高層指揮職位（如作戰參謀Ia），進一步鞏固了親衛隊的地位。該師軍事法庭也由親衛隊成員組成。國防軍士兵與親衛隊士兵之間存在緊張關係，前者一直感到被監視和威脅。在卡姆勒的命令下，該師部分成員於1945年3月參與了阿恩斯貝格森林大屠殺，殺害了208名強迫勞動者。後來，師指揮部轉移至現今的下薩克森地區。
為避免落入蘇軍之手，該師在戰爭結束前與美軍談判投降

。